# Vi på Saltkråkan (TV-serie, 2025)
Vi på Saltkråkan är en svensk dramaserie i sex delar, med premiär planerad till den 31 oktober 2025. Serien är en uppdatering av TV-serien Vi på Saltkråkan från 1964. Serien regisseras av Fredrik Edfeldt efter manus av Karin Arrhenius.

## Handling
Serien utspelar sig under 2020-talet och skildrar en familj som åker till en skärgårdsö långt ut i havsbandet och där möter barn och andra som bor på ön Saltkråkan i Stockholms skärgård.

## Rollista[5]
| Henrik Norlén               | – Melker Melkersson  |
| Nora Rios                   | – Malin Melkersson   |
| Sami Fagerström Erfan       | – Elliot Melkersson  |
| Bertil Mancini Block        | – Ivan Melkersson    |
| Elton Larsson               | – Pelle Melkersson   |
| Vega Åhman                  | – Tjorven Grankvist  |
| Göran Gillinger             | – Magnus Grankvist   |
| Karin de Frumerie           | – Veronika Grankvist |
| Lisa Varger                 | – Julia Grankvist    |
| Ingrid Andersson Curman     | – Elin Grankvist     |
| Anna Bjelkerud              | – Ia Söderman        |
| Philip Zandén               | – Uffe Vesterman     |
| Lovisa Lindblad             | – Stina Söderman     |
| Clara Wachtmeister da Silva | – Skrållan           |
| Johan Marenius Nordahl      | – bonden Stefan      |

## Produktion
I april 2021 meddelade Sveriges Television att de hade för avsikter att göra en uppdaterad filmatisering av Vi på Saltkråkan från 1964 som skulle utspela sig i nutid. Produktionen finansierades med statligt filmstöd på 9,6 miljoner kronor från Tillväxtverket och producerades av Brita Lundqvist och Jon Nohrstedt för SF Studios, i samproduktion med SVT, Film Stockholm och Astrid Lindgren AB.
Enligt Brita Lundqvist valdes barnskådespelarna ut från runt 5000 provspelningar.

### Inspelning
Enligt producent Brita Lundqvist övervägdes det att delar av produktionen skulle kunna spelas in i Finlands skärgård. Hösten 2022 började filmteamet leta efter skådespelare och inspelningsplatser i Roslagen med målsättningen att börja spela in serien 2023. Senare meddelade SVT att projektet var försenat och att inspelningar som tidigast kommer att dra i gång sommaren 2025. Den 3 juni 2024, i samband med att rollistan offentliggjordes, meddelades dock att inspelningen startar redan i juni samma år.
Inspelningarna inleddes i början av juni på bland annat öarna Utö, Svartlöga och Möja i Stockholms skärgård och beräknas pågå in i september.

## Mottagande
Projektet fick från visst håll negativt mottagande när det presenterades, men även ett ifrågasättande av de höga tongångar som debatten medförde.